# Chronologie de la Bavière
Cet article a pour but de retracer l'histoire de la Bavière à travers les grandes dates qui ont marqué son histoire :

## Préhistoire
- 3000 av. J.-C. : présence des Celtes en Bohême et en Bavière.
- 800 av. J.-C. : des Celtes de Bavière introduisent l'âge du fer dans la Celtie belge.

## Antiquité
- Début du IIIe siècle : les Romains poussent la frontière septentrionale de leur empire jusqu'au Danube, occupant tout le plateau formé par les glaciers au pied des Alpes. Ils y créèrent des villes comme Castra Regina (Ratisbonne) sur le limes – la frontière fortifiée – Augusta Vindelicorum (Augsbourg), Cambodunum (Kempten), sous l'autorité du gouverneur de la province de Rhétie.

## Moyen Âge
- VIe siècle : formation de la tribu bavaroise et du duché.

- 508-512 : Théodon Ier, de la maison des Agilolfinges est le premier duc de Bavière.

- 512-537 : règne du duc Théodon II.

- v. 550 : le mérovingien Thibaut, roi d'Austrasie de 548 à 555 nomme Garibald, de la famille des Agilolfinges, gouverneur de la Bavière qui venait d'être soumise. Le pays des Bavarois devenait ainsi une « marche » orientale du royaume mérovingien. Il le restera jusqu'à Charlemagne.

- 704 : la ville de Wurtzbourg est mentionnée pour la première fois. Elle est évangélisée par les saints Kilian, Kolonat et Totnan.

- 715-716 : Thibert, le duc de Bavière, projette de fonder une province ecclésiastique bavaroise. Passau est prévu comme siège épiscopal.

- 738-742 : Saint Boniface et le duc Odilon Ier organisent l'ordre religieux bavarois. Fondation des évêchés de Ratisbonne, Passau, Freising, Salzbourg, Wurtzbourg, Eichstätt.

- 742 : fondation de l'évêché de Würzburg par l'évêque Burkard.

- 746 : La Carinthie devient indépendante de la Bavière.

- 748 : après la mort du duc Odilon Ier, son épouse Hiltrude, sœur de Pépin le Bref, exerce la régence pour son fils Tassilon.

- 748-788 : règne du duc Tassilon III : expansion de la Bavière vers l'est et le sud-est.

- 757 : Tassilon III jure fidélité au roi des Francs au plaid de Compiègne, devenant ainsi le vassal de Pépin le Bref.

- 764 : le duc Tassilon III transfère les ossements de saint Valentin à Passau.

- 788 : le duc Tassilon III est déposé par Charlemagne, et enfermé à l'abbaye de Jumièges, où il mourra en 794.

- 789 : la Bavière est annexée par Charlemagne.

- 798 : Arn de Salzbourg devient le premier archevêque de Bavière.

- 817-876 : Louis II le Germanique devient roi de Bavière.

- 843 : après le partage du Traité de Verdun, Louis II le Germanique devient roi de Francie orientale.

- 955 : mobilisation des tribus germaniques contre l'armée hongroise. Bataille du Lechfeld, près d'Augsbourg. Deuxième intégration de la Bavière dans la marche de l'Est.

- 1er novembre 955 : mort du duc Henri Ier, duc de Lotharingie de 940 à 944, puis duc de Bavière de 945 à 955. Il était le fils d'Henri Ier l'Oiseleur, roi de Germanie et de Mathilde de Ringelheim, et le frère du futur empereur Othon Ier.

- 976-977 : Le duc Henri II le Querelleur conquiert Passau au cours de son conflit avec l’empereur Otton II.

- 995 : Henri IV le Boiteux devient duc de Bavière.

- 1004 : le duc Henri IV, devenu roi de Germanie, laisse le duché de Bavière à Henri V de Luxembourg.

- 1014 : le roi de Germanie et ancien duc Henri IV le Boiteux devient empereur du Saint-Empire.

- 1030 : l'évêque de Wurtzbourg devient le seigneur de la ville. Cet événement est célébré par la construction d'une nouvelle cathédrale entre 1040 et 1188.

- v. 1050 : fondation de Nuremberg.
- 9 novembre 1101 : mort à Paphos (Chypre), pendant la croisade de Welf Ier de Bavière, duc de Bavière, comte d'Altdorf bei Nürnberg.

- 1156 : mariage à Wurtzbourg de Frédéric Barberousse et Béatrice de Bourgogne.

- 1158 : Henri le Lion fonde Munich.
- 1180 : l'empereur Frédéric Ier Barberousse donne le duché de Bavière au Comte palatin Otton II le Grand (Othon II de Wittelsbach). Le duché devient un État territorial sur lequel la Maison de Wittelsbach va régner pendant 738 ans.
- 1214 : le Palatinat devient bavarois.
- 1402 : fondation de l'université de Wurtzbourg.
- 1472 : fondation de l'université d'Ingolstadt par le duc Louis IX le Riche.

- 1476 : hérésie de Hans Böhm, qui périt sur le bûcher à Wurtzbourg.

## Renaissance
- 1504 : Albert IV le Sage réunifie le duché de Bavière, après 150 ans de divisions.

- 1524-1525 : début de la Réforme à Nuremberg.

- 1573–1617 : règne du Prince-évêque Julius Echter von Mespelbrunn à Wurtzbourg.

- 6 juin 1620 : l'empereur Ferdinand II charge Maximilien de Bavière d'appliquer ses décisions en Bohême.
- 22 février 1628 : la dignité d'Électeur impérial est conférée au duc Maximilien Ier de Bavière, en reconnaissance des services exceptionnels rendus au Saint-Empire.
- 1628 : le Haut-Palatinat revient à la Bavière

- 1631 : Wurtzbourg est conquise par Gustave II Adolphe de Suède.

## Vers l'époque moderne
- 14 mars 1647 : trêve entre la France et la Bavière.

- 1662-1726 : règne du prince électeur « bleu » Maximilien II Emmanuel, promoteur du style baroque dans les arts et la culture.
- 1663-1806 : Ratisbonne est le siège permanent de la diète de l'Empire (Reichstag)

- 9 juillet 1686 : la Bavière entre dans la Ligue d'Augsbourg, constituée avec l'empereur, l'Espagne, la Suède, et les princes du cercle de Franconie contre la France.

## XVIIIesiècle
- 1705-1706 : soulèvement du peuple contre la régence des Habsbourg. Bataille de Sendling et de Aidenbach.
- 1720-1744 : construction de la résidence de Wurtzbourg, palais baroque édifié grâce au mécénat de deux princes-évêques successifs, Lothar Franz et Friedrich Carl von Schönborn.
- 1743 : fondation de l'université d'Erlangen.
- 1759 : fondation de l'Académie des Sciences à Munich.
- 1776 : Adam Weishaupt fonde l'Ordre des Illuminés de Bavière.
- 1778 : guerre de Succession de Bavière : cession à l'Autriche de la région située entre le Danube, l'Inn, la Salzach et la Traun.

## XIXesiècle
- 1er janvier 1806 : La Bavière devient un royaume sous Maximilien Ier de Bavière. Augsbourg et Nuremberg deviennent bavaroises, suivies en 1810 par Bayreuth et Ratisbonne. Remaniement de l'organisation de l'État par le ministre Maximilian von Montgelas (1759-1839), l'architecte de la Bavière moderne.
- 9 avril 1809 : entrée des Autrichiens en Bavière.

- 22 avril 1809 : bataille d'Eckmühl, au cours de laquelle les troupes de Napoléon Ier battent les Autrichiens, commandés par l'archiduc Charles, frère de l'empereur François Ier d'Autriche, à Eckmühl (Bavière). Le maréchal Davout, qui s'est particulièrement illustré au cours de la bataille, fut nommé prince d'Eckmühl.

- 1817 :
  - Disgrâce de Maximilian von Montgelas, démis de ses fonctions par le roi.
  - Wurtzbourg devient chef-lieu de la Basse-Franconie

- 1818 : la Bavière reçoit une Constitution
- 1825-1848 : règne de Louis Ier. Munich devient un brillant centre de la culture et des sciences.
- 1848-1864 : règne de Maximilien II, promoteur des arts, des sciences et de l'industrie. Grandes prestations en matière de politique sociale.
- 1864-1886 : règne de Louis II.
- 1868 : fondation de l'université technique de Munich.

- 1886-1913 : règne d'Othon Ier

- 10 juin 1886 : Léopold de Wittelsbach (1821-1912), fils de Louis Ier de Bavière et oncle de Louis II de Bavière, est nommé Prince-régent du royaume de Bavière, après que ce dernier a été déclaré inapte à régner. Louis II meurt noyé dans le lac de Starnberg peu après. Othon Ier est aussi interné. Léopold reste régent jusqu'à sa mort en 1912.

- 1895 : À Wurtzbourg, Wilhelm Conrad Röntgen découvre les rayons X.

## XXesiècle
- 1913-1918 : règne de Louis III.

- 1918 : Louis III abdique après la défaite de l'Allemagne lors de la Première Guerre mondiale.

- 8 novembre 1918 : Kurt Eisner (USPD) proclame la République de Bavière (Freistaat Bayern).

- 21 février 1919 : le comte Arco Valley, lieutenant de la garde, assassine Kurt Eisner, ministre-président et ministre des Affaires étrangères.

- 7 avril 1919 : proclamation à Munich de la République des conseils de Bavière.

- 12 août 1919 : adoption de la constitution de Bamberg.
- 9 novembre 1923 : tentative de putsch de Hitler à Munich (« Marche vers Feldherrenhalle »).
- 1933 : prise du pouvoir par Hitler ; fin de la souveraineté bavaroise.
- 3 mai 1938 : ouverture du camp de Flossenbürg en Bavière.

- 16 mars 1945 : la ville de Wurtzbourg est sévèrement bombardée par la Royal Air Force. En 20 minutes, 5 000 personnes perdent la vie et plus de 80 % des bâtiments du centre-ville sont détruits.

- 8 mai 1945 : capitulation allemande. La Bavière devient une zone d'occupation américaine.
- 1er décembre : la Constitution de la République de Bavière est adoptée par voie de référendum.
- 1946 : le Palatinat est séparé de la Bavière.
- 13-14 juin 1947 : première conférence de tous les ministres-présidents allemands à Munich.
- 10-25 août 1948 : à la suite de l'invitation du Dr. Hans Ehard, ministre-président de la Bavière, réunion près du lac de Chiemsee de la commission chargée d'élaborer un projet de constitution pour l'Allemagne de l'Ouest.
- 23 mai 1949 : entrée en vigueur de la Loi fondamentale de la République fédérale d'Allemagne.
- 1er septembre 1955 : après l’abrogation du statut d’occupation le 5 mai 1955, la ville et la région de Lindau reviennent à la Bavière.
- 30 avril 1968 : l’école publique chrétienne est inscrite dans la Constitution à la suite d’un référendum qui obtient une forte majorité.
- 1er juillet 1972 : la réforme de l’administration territoriale entre en vigueur. Au lieu de 143, il ne reste que 71 arrondissements (Landkreise). De plus, de nouvelles frontières sont fixées aux districts.
- 20-21 décembre 1990 : par référendum, la Bavière est le premier État fédéré de la République fédérale à conférer un rang de norme constitutionnelle à la protection de l’environnement.
- 21 avril 1994 : le ministre-président Edmund Stoiber annonce le lancement du programmes « L’offensive pour l’avenir de la Bavière », auquel seront affectées les recettes des privatisations (2,9 milliards d'euros).

- 12 octobre 1999 : le gouvernement d'Edmund Stoiber complète le programme lancé en 1994 par un nouveau programme : « High-Tech offensive pour l'Avenir de la Bavière », doté d'un budget de 1,4 milliard d'euros.

## XXIesiècle
- 2004 : Wurtzbourg célèbre ses treize siècles d'existence.